# 馬ヶ岳城
馬ヶ岳城（うまがだけじょう）は、福岡県行橋市津積馬ヶ岳（豊前国京都（みやこ）郡）にあった日本の城。行橋市指定史跡。

## 概要
京都平野を見下ろす標高216mの馬ヶ岳山頂に築かれた山城で、馬ヶ岳はフタコブラクダの背中のように東西に2つの頂があり、城の遺構はその峰を中心に曲輪が形成されており、東西に長く、城域で最も広い西の峰が本丸、東の峰が二の丸と考えられる。東の峰にある二の丸から峰に下る尾根には約500mの土塁が現存している。現在、西の峰の本丸には新田氏表忠碑が建っている。近隣には御所ヶ谷神籠石（国の史跡）があり、山麓には安産祈願の神社二兒神社がある。

## 沿革
馬ヶ岳城の始まりは、天慶5年（942年）に清和源氏の祖とされる源経基によって築かれたことによる。後に橘公頼の一族が城主となった。その後、橘氏が続いたが、仁平元年（1151年）に九州に流されていた源為朝の攻撃を受け、橘頼行は自害して草野氏が城主となった。文治元年（1185年）、緒方惟義の一族、緒方九郎が平家に反旗を翻して籠城した。その後は少弐氏の支配に置かれた。
南北朝時代に南朝方の菊池武重の攻撃によって再び落城。南朝：延元5年・興国元年/北朝：暦応3年（1340年）には新田義基が入城し、新田義氏、新田義高の3代にわたって支配した。そして新田義高の代に菊池氏の攻撃によってまたもや落城した。
戦国時代に入ると、豊後国の大内盛見の攻撃を受けて落城し、盛見の子、大内教幸が城主となった。文明元年（1469年）、大内教幸は応仁の乱で大内氏惣領大内政弘留守中の周防国で謀反を起こすが、陶弘護と戦って敗北、馬ヶ岳城に逃亡して、文明3年12月26日（1472年2月5日）に自害、陶氏が城主となった。文亀元年（1501年）には、足利義澄の命を受けた大友親治の攻撃を受けた。永正元年（1504年）には鷲頭氏が城主となった。弘治2年（1556年）には神代武総が入城したが、翌年7月に大友義鎮の攻撃を受けて落城するなど、大友氏、大内氏、毛利氏の争奪の舞台となり、近隣の香春岳城、松山城、岩石城とともに数多くの攻防戦が繰り広げられた。
天正6年（1578年）に長野氏（長野助盛、長野義俊、長野種信等諸説有）が馬ヶ岳城に入り居城とした。そして長野氏は、天正14年（1586年）から始まる豊臣秀吉の九州征伐において豊臣軍に降伏した（長野氏は家臣となって、後に大坂の陣で滅亡した）。翌年に秀吉が九州に下向して豊前国小倉城に入った後、馬ヶ岳城に立ち寄り宿泊した。九州征伐の後、豊前国に所領を得た黒田孝高の居城となったが、同年には中津城を築いて居城とし、馬ヶ岳城は中津城の支城となった。慶長5年（1600年）の関ヶ原の戦いによって小笠原氏が新たな豊前国領主となると、その属城となった。
慶長20年（1615年）6月の一国一城令によって廃城となった。

## 参考資料
- 行橋市史